# Сондок
Сондок (кор. 선덕, 善德, Seondeok, Sŏndŏk; також Велика королева Сондок; Сондок, королева Сілли (кор. 선덕여왕, також 선덕왕); бл. 580~610 — 20 лютого 647) — корейська правителька, володарка (йован) держави Сілла періоду Трьох держав з 632 до 647. 27-ма серед правителів Сілли та перша жінка серед них. Друга жінка серед правителів у записаній історії Східної Азії; підтримала відродження думки, літератури, мистецтв у Сіллі. Сондок розвивала буддистську культуру, добирала таланти, встановила дипломатичний зв'зок з династією Тан, що заклало основу об'єднання Трьох царств Кореї. Відома як добра й мудра правителька та одна з найвизначніших монархів у історії Кореї. У Самгук Сагі описана як «щедра, доброзичлива, мудра й розумна».

## Біографія
До сходження на престол мала ім'я Доннман (덕만). Відповідно до Самгук Сагі була старшою (інші джерела це заперечують) дочкою короля Чинпхьона й королеви Маї. Батько нібито залишив їй трон через відсутність синів. Не всі підтримали це рішення, проте повстання було розкрите. Згідно з легендою, була красивою.
Сондок стала першою правлячою королевою Сілли в січні 632 року. Вона одразу почала роботу для поліпшення умов життя підданих. Під час першого року правління вона хотіла віддати шану імператору Лі Шиміню династії Тан, проте він відмовився визнати її як правителькою через те, що вона жінка.
На другому році володарювання Сондок було зведено обсерваторію Чхомсонде для допомоги фермерам, яка зараз є найстарішою збереженою обсерваторією у Східній Азії, а можливо й у світі. Також тоді вона зменшила податки для середнього класу і на рік звільнила від них селян.
У 642 році Ийджа, володар Пекче, особисто провів кампанію проти Сілли та завоював 40 фортець на заході царства. У 643 подальша експансія заблокувала важливий для династії Тан морський шлях, через що Сондок звернулась по допомогу до імператора. Він погодився, проте серед умов висунув вимогу замінити Сондок чоловіком своєї династії. У цей час за порадою монаха вона звела пагоду Хванньонса, на той час найвищий храм у Східній Азії. За її правління було зведено й багато інших пагод, храмів, статуй Будди. 
Серія нападів об'єднаних сил Пекче та Когурьо занурювали країну в кризу. Правителька вирішила укласти союз з імператором династії Дан; спершу він висміював її, проте, зрозумівши зростання сили Когурьо, погодився.
8 лютого 647 року Сондок зустрілася з найбільшим викликом: кілька її найвищих посадовців почали повстання. Зрештою воно було придушене Кімом Юсіном та Алчеоном. Це повстання було найбільшим в історії Сілли, протривало менше 10 днів.
Королева Сондок померла 20 лютого 647 року у середньому віці. Причина смерті достеменно невідома, проте вона довгий час мала невизначену хворобу. Після її смерті правителькою стала її двоюрідна сестра Чиндок.
Сондок є популярною фігурою в корейському фольклорі; в легендах вона змальовується як добра, кмітлива, розумна правителька, яка піклується про бідняків та є покровителькою буддизму, а час її правління описується як період благоденства.